# Conectividad (telecomunicaciones)
Conectividad es la capacidad de un dispositivo (ordenador personal, periférico, PDA, móvil, robot, electrodoméstico, automóvil, etc.) de conectarse y comunicarse con otro, con el fin de intercambiar información o establecer una conexión directa a base de información digital.

## Conector de ordenadores
Un conector de un ordenador es cualquier conector dentro de un ordenador o para conectar ordenadores a redes, impresoras u otros dispositivos. Estos conectores tienen nombres específicos que permiten una identificación más precisa, y el uso de estos nombres se recomienda. Algunos conectores de ordenadores comunes son D-sub, IEEE 1394, puerto paralelo, PS/2, USB, FireWire, BNC, RJ-45 y varios conectores de pin y de "socket". La mayor parte de los conectores de ordenador son eléctricos u ópticos.

## Conectividad pública
Espacios provistos con enlace a internet y dispositivos de acceso para la promoción de acciones de inteligencia colectiva, la formación de competencias y el aprovechamiento del tiempo libre de las personas. Corresponde a iniciativas lideradas por organismos públicos y privados que buscan corregir la brecha digital.

### En América Latina
El Ministerio de Tecnologías de la Información y las Comunicaciones de Colombia implementó entre los años 2010 y 2018 las estrategias denominadas "Puntos Digitales" y "Kioscos Digitales" que fue un proyecto de alcance Nacional que ha promovido el uso y aprovechamiento de las TIC, a través de la creación de centros comunitarios de acceso a internet gratuito para el uso de Internet, entretenimiento, capacitación y acceso a trámites y servicios.